# O Duelo

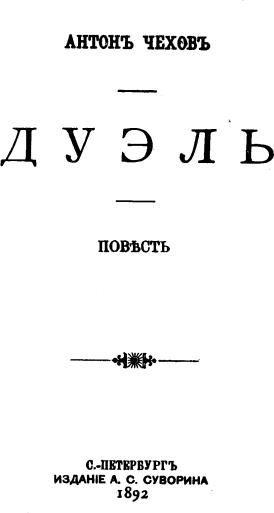
Capa da edição em russo de 1982.

O Duelo (em russo: Дуэль) é um romance de Anton Tchecov, escrito em 1891 e publicado em capítulos ainda nesse ano na revista Novo Tempo.
O autor aproveitou as conversas que teve nas férias de verão com o zoólogo Vladimir Vagner, defensor do Darwinismo social. No romance, as posições de Vagner aparecem na boca do zoólogo Von Koren[carece de fontes?].
BIBL.: ANTON TCHEKHOV - O duelo; tr. F. e N. Guerra, Lisboa, 2011.

## Adaptações
A história foi levada ao cinema pelo diretor israelense Dover Koshashvili em 2010, com o título Anton Chekhov’s The Duel. Andrew Scott interpretou Laevsky, e Fiona Glascott representou Nadya.
No Brasil, o texto foi adaptado para o teatro pela Mundana Companhia. A peça estreou em Fortaleza em 2013, sendo encenada depois em outras cidades do país